# Промина
Промина је планина у Далмацији, Република Хрватска. Налази се у зони Динарида (Динарске планине) и има изглед громадне планине. За разлику од околних планина које се пружају правцем СЗ-ЈИ, Промина је издужена у правцу С-Ј, између Книна и Дрниша. Дужина јој износи 15 km, а висина 1.148 m (Велика Промина). Име је добила по старом илирском насељу Промона. У подножју планине су налазишта мрког угља (Сиверић и Велушић) и боксита (Трбоуње).